# كياو وين
كياو وين هو سياسي ميانماري، ولد في 23 فبراير 1948 في لابوتا ‏ في ميانمار. نشط حزبياً في الرابطة الوطنية من أجل الديموقراطية. وقد انتخب Member of the House of Representatives of Burma ‏.